# Arthur Barnard
Arthur Barnard (Seattle, 10 de março de 1929 – 1º de maio de 2018) foi um velocista americano.
Sua principal competição era no 110 m com barreiras, ganhando uma medalha de bronze nas Olimpíadas de 1952.